# Sournia
Sournia (okzitanisch Sornhan) ist eine französische Gemeinde mit 480 Einwohnern (Stand 1. Januar 2022) im Département Pyrénées-Orientales in der Region Okzitanien. Sie gehört zum Arrondissement Prades und zum Kanton La Vallée de l’Agly.

## Lage
Das Gemeindegebiet ist Teil des Regionalen Naturparks Corbières-Fenouillèdes.
Nachbargemeinden von Sournia sind Prats-de-Sournia im Norden, Trévillach im Nordosten, Campoussy im Osten, Eus im Südosten, Molitg-les-Bains im Süden, Mosset im Südwesten, Rabouillet im Westen und Le Vivier im Nordwesten.

## Bevölkerungsentwicklung
| Jahr      | 1962 | 1968 | 1975 | 1982 | 1990 | 1999 | 2013 |
| Einwohner | 351  | 339  | 296  | 339  | 376  | 367  | 501  |

## Sehenswürdigkeiten
- Ruinen der Kapelle Saint-Michel (10. Jahrhundert)
- Ehemalige Kirche Sainte-Félice (10./11. Jahrhundert)
- Kirche Saint-Just in Courbous
- Kirche Saint-Laurent in Arsa (12. Jahrhundert)
- Burg von Sournia